# قائمة أعمال تامر حسني

## أفلامتامر حسني
| السنة | الفيلم       | طاقم العمل                                                                                 | الغلاف | الإيراد المحلى |  |
| ----- | ------------ | ------------------------------------------------------------------------------------------ | ------ | -------------- |  |
| 2004  | حالة حب      | المخرج : سعد هنداوي المؤلف : أحمد عبد الفتاح المنتج : أوسكار - النصر - الماسة              | أساسي  | 5،523،404 ج    |  |
| 2005  | سيد العاطفي  | المخرج : علي رجب المؤلف : بلال فضل المنتج : محمد السبكي                                    | أساسي  | 7،214،475 ج    |  |
| 2007  | عمر وسلمى    | المخرج : أكرم فريد المؤلف : أحمد عبد التاح                                                 | أساسي  |                |  |
| 2008  | كابتن هيما   | المخرج : نصر محروس المؤلف : نصر محروس المنتج : سارة جابر محمد                              | أساسي  | 12،474،316 ج   |  |
| 2009  | عمر وسلمى 2  | المخرج : أحمد البدري المؤلف : أحمد عبد الفتاح المنتج : محمد السبكي                         | أساسي  | 14،644،284 ج   |  |
| 2010  | نور عيني     | المخرج : وائل إحسان المؤلف : تامر حسني أحمد عبد الفتاح                                     | أساسي  | 6،441،000 ج    |  |
| 2012  | عمر وسلمى 3  | المخرج : محمد سامي المؤلف : تامر حسني أحمد عبد الفتاح المنتج : محمد السبكي                 | أساسي  | 18،741،000 ج   |  |
| 2015  | أهواك        | المخرج: محمد سامي المؤلف: محمد سامي المنتج: رنا السبكي                                     | أساسي  | 27،371،000 ج   |  |
| 2017  | تصبح على خير | المخرج : محمد سامي المؤلف : محمد سامي المنتج : وليد منصور                                  | أساسي  | 8،452،000 ج    |  |
| 2018  | البدلة       | المخرج : محمد جمال العدل المؤلف : أيمن بهجت قمر المنتج : وليد منصور                        | أساسي  | 35،372،451 ج   |  |
| 2019  | الفلوس       | المخرج : سعيد الماروق المؤلف : محمد عبد المعطي المنتج : نيوسينشري للإنتاج الفني دولار فيلم | أساسي  | 59،719،314 ج   |  |
| 2020  | مش أنا       | المخرج: سارة وفيق المؤلف : تامر حسني المنتج: سينرجي للإنتاج الفني تامر مرسي                | أساسي  | 103،616،606 ج  |  |
| 2022  | بحبك         | المخرج: تامر حسني المؤلف : تامر حسني المنتج: سينرجي للإنتاج الفني تامر مرسي                |        |                |  |